# 阿卡沃鱤脂鯉
阿卡沃鱤脂鯉為輻鰭魚綱脂鯉目脂鯉亞目鱤脂鯉的一個種，分布於非洲象牙海岸薩桑德拉河至喀麥隆十字河流域，棲息在底中層水域，生活習性不明。